# El conde de Chanteleine
El Conde de Chanteleine es una novela histórica de Julio Verne publicada en 1864 en la revista Musée des families. Verne intentó sin éxito reeditarlo en 1879 por el rechazo de su editor Pierre-Jules Hetzel. Es la única novela del autor que se sitúa en su región natal, y se desarrolla entre Nantes y Douarnenez, del 14 de marzo de 1793 al 9 de Termidor (27 de julio de 1794). El autor se muestra claramente a favor de los insurgentes monárquicos (así lo parece declarar el título del primer capítulo, “Diez mes de guerra heroica”) y multiplica las notaciones hostiles a la represión republicana («Desde aquel día, Quimper fue entregada a las iras y al capricho de la municipalidad republicana»).
Este libro estaba inspirado libremente en un personaje real, Pierre-Suzanne Lucas de La Championnière, uno de los tenientes de Charette durante las guerras de la Vendée. Verne encontró a los hijos de Lucas-Championnière en casa de su tío Prudent, en Brains cerca de Nantes, y que pudo leer el manuscrito de sus Mémoires sur la guerre de Vendée antes de su publicación en 1904.

## Argumento
El conde Humbert de Chanteleine combate durante la guerra de Vendée con su siervo Kernan contra las tropas de la República. Durante la lucha, descubre que su antiguo siervo infiel, Karval (que había robado sus bienes), se había convertido en un firme seguidor de las ideas revolucionarias. 
En ausencia del conde, Karval ataca el castillo de Chanteleine por sorpresa, provocando un baño de sangre. Junto a los campesinos del castillo, pretende ejecutar la condesa y su hija Marie. Mientras, el caballero Henri de Trégolan intenta salvar a su hermana, pero es demasiado tarde. En la plaza de Quimper impide la muerte de Marie, a punto de ser guillotinada, gracias al perdón otorgado por la Comuna de París a su hermana ya ejecutada, impresionado por su belleza. 
Con Kernan y Henri, Marie huye a un pueblo de pescadores. Su padre, tras un debate moral, decide convertirse en sacerdote para aportar apoyo moral a los habitantes del lugar, contrarios al cura juramentado enviado desde París. Pero el traidor Karval no da tregua. Llega inesperadamente a la ceremonia nupcial entre Marie y Henri, haciendo prisioneros, entre ellos el mismo conde. El fiel Kernan se bate con Karval y acaba matándolo. 
Con el final del gobierno jacobino, el conde de Chanteleine consigue escapa de la guillotina.

## Temas tratados en el relato
- Las guerras de Vendée durante la Revolución francesa y los horrores de una guerra civil.
- El papel de la nobleza, el compromiso de los campesinos y la dureza de la represión republicana.
- El destino dramático de los sacerdotes que prestaron juramento a la constitución civil del clero (véase el personaje de Yvenat, salvado no obstante de ahogarse por el realista Kernan).

## Personajes
- Conde Humbert de Chanteleine.
- Condesa de Chanteleine.
- Marie de Chanteleine.
- Abad Fermont, capellán de los Chanteleine.
- Guermeur y Julien, delegados del Comité de Salvación Pública.
- Karval, antiguo siervo ladrón de su señor que se convirtió en oficial republicano («en efecto bretón, pero también es cierto que había salido muy joven de su pacífica comarca y que había viajado mucho recorriendo varios países, en donde sin duda alguna tuvo ocasión de ver malos ejemplos, y de adquirir vicios que corrompieron su corazón y le arrojaron en la carrera del crimen[4]»).
- Kernan, campesino realista.
- El viejo pescador Locmaillé.
- Mutius Scévola, ventero.
- Henri de Trégolan.
- Yvenat, sacerdote juramentado.

## Ediciones
Publicado bajo forma de novela por entregas en 1864 en el Musée des families, Verne quiso reimprimirla en forma de novela en 1879, pero su editor, Pierre-Jules Hetzel, se negó por razones sin precisar, pero que pudieron tener que ver con motivos ideológicos, como se dice en la contraportada de la edición de LibrosLibres de 2019 . De hecho, esta novela, histórica, no es  del estilo habitual de Verne, y es posible que Hetzel, republicano convencido, no deseara publicar una obra que ponía en entredicho sus ideales (un noble bretón que lucha contra la Revolución francesa con honor y dignidad). Lo cierto es que siempre la novela ha sido bastante difícil a encontrar. Fue necesario esperar a 1971 para que se encuentre su primera publicación en volumen, por las Éditions Rencontre, y ya en 1994, para imprimirse solo.
- - L'Etonnante aventure de la mission Barsac / Le comte de Chanteleine, Éditions Rencontre, 1971, 502 p.
  - Un billet de Loterie / Le comte de Chanteleine : épisode de la révolution / Une Fantaisie du docteur Ox, éditions Messidor/Temps actuels, 1981, 406 p.ISBN 2-201-01556-2.
  - Le comte de Chanteleine, éditions Joca Seria, 1994, 127 p., prefacio de Luce Courville, epílogo de Claudine Sainlot.
  - Le comte de Chanteleine Episode de la Révolution, éditions Joca Seria, 2005.
  - Le comte de Chanteleine : un épisode de la Révolution, éditions dodo press, 2009, ISBN 1409954242.
  - Le comte de Chanteleine, éditions Magellan et Cie, 2018, 154 p. préface de Michel Canevet, ISBN 978-2-35074-528-2.

Para tratarse de una obra extranjera, lo cierto es que no tardó mucho tiempo en ser editada y traducida en español. En torno a 1875, Manuel Aranda y Sanjuán tradujo la obra para la editorial Trilla y Serra, sita en Barcelona, dentro de la elaboración de sus obras completas. En marzo de 2019, LibrosLibres editó esta traducción, renovándola bajo la composición de Paco Arellano. En julio de 2019, esta misma traducción de Aranda y Sanjuán fue reeditada en Buenos Aires, por la Cooperativa de los Libros Dormidos.